# Yucunes

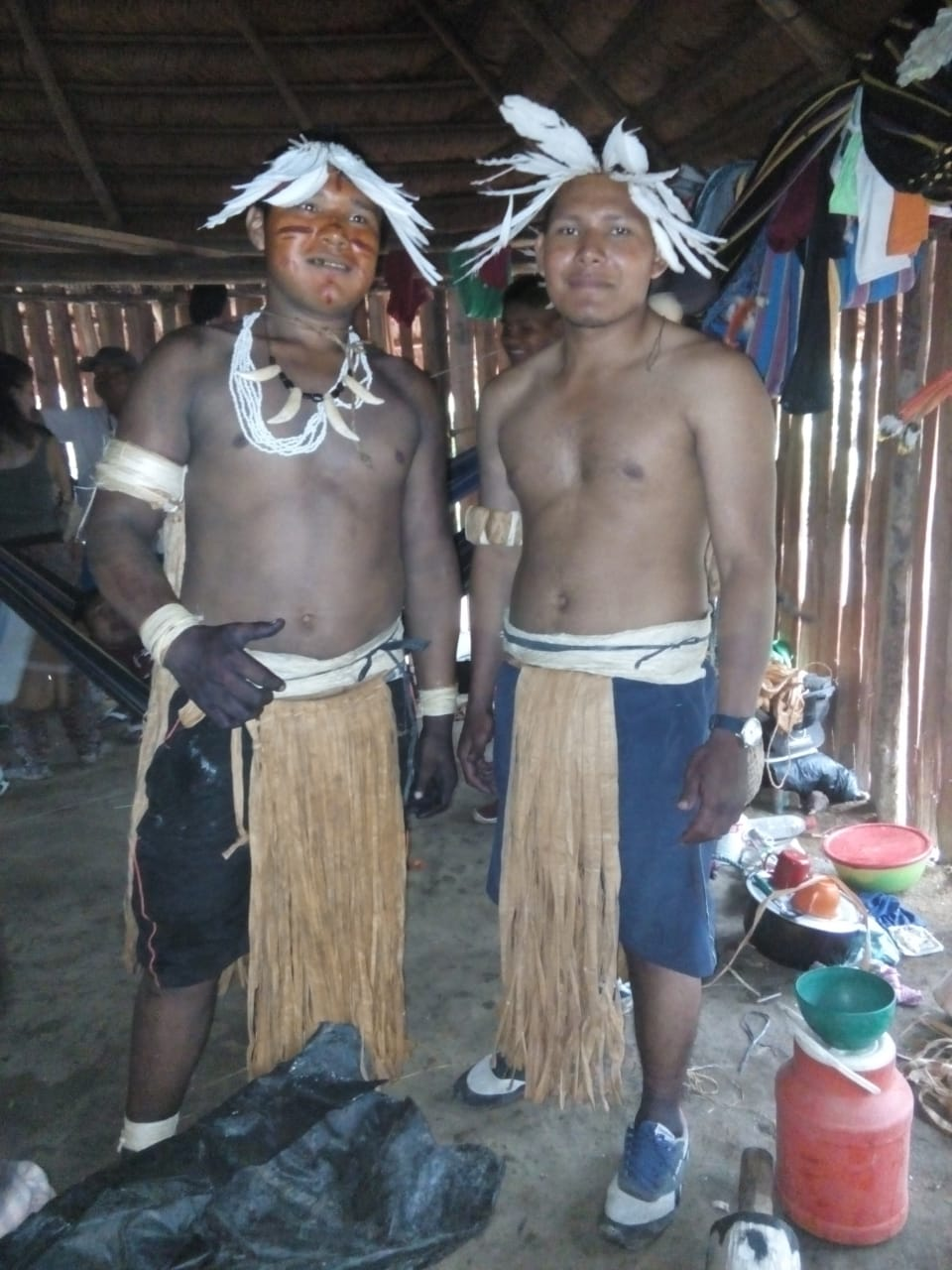
Fotografia dels indígenes.

Els yucuna, yukuna, o kamejeya són un poble indígena natiu de la conca del Mirití-Paraná, afluent del riu Caquetá, al nord-est del departament colombià d'Amazones. Són aproximadament 1.000 persones i parlen una llengua arawak de l'Alt Amazones.

## Enllaços matrimonials
Els diferents segments patrilineals yucuna practiquen la exogàmia. Els Camejeya (dels animals), es casen principalment amb els Matapí o Jupichiya (del passat) i els supervivents Je'rú ihua, A'ahuetú i Jurúmi'i. En les últimes dècades per la reducció de la població, també es registren matrimonis amb altres ètnies (tanimuca, macuna, miraña i witoto).

## Maloca
Construeixen cases comunals o malocas (pají) de base circular de 30 a 60 m de diàmetre i 2 m d'altura i gran sostre cònic amb punta seccionada per un sostre petit de dues aigües. La porta principal està a l'orient, al seu voltant es concentren els homes i es rep als visitants; la porta posterior està al sud-occident i al seu voltant es desenvolupa l'activitat de les dones. Una finestra circular està al sud i una altra amb forma de dos triangles units per un dels seus vèrtexs, està al nord. A la maloca viu el cap de família amb la seva esposa i fills, però la seva utilització més important ocorre durant les festes o balls quan trenta o més persones pengen dins les seves hamacas.
A la maloca estan els objectes cerimonials usats en els balls, rituals i reunions: el tambor kumu o "maguaré", la trompeta llarga luhuiluhui, les màscares i vestits d'escorça amb què es balla, adorns de plomes, el perapi (os de pota d'ocell) per a inhalar tabac i el morter i el maso per a picar la coca abans de mastegar-la.

## Economia
La subsistència depèn de la agricultura itinerant. Estableixen horts mitjançant el mètode de tomba i crema on conreen iuca, pinya, nyam,  chontaduro i plàtans. Amb el midó de la iuca amarga obtenen el casabe (truita o pa).
Caçan guiant-se amb goss, que crien amb cura i usant escopetes, sarbatanaes i paranys. Les seves preses són pecarís, dantes, cérvols i agutís. Recol·lecten formigues, larves i fruits silvestres.
Pesquen amb arpons, fil i ham o paranys. Fabriquen canoes amb troncs ahuecados per a navegar pels corrents d'aigua, transportar-se i pescar. També construeixen basses amb sostre de fulles de palma per a portar càrrega o per a viatges familiars.
Els homes practiquen la cistelleria i confeccionen capells de cotó i les dones la terrisseria, dins de la qual es destaca la fabricació del hueji o "budare", gran paella on es rosteix el midó per a obtenir el casabe de iuca; a més confeccionen hamaques de fibra de cumare.